# Salix delavayana
Salix delavayana är en videväxtart som beskrevs av Hand.-mazz.. Salix delavayana ingår i släktet viden, och familjen videväxter. Utöver nominatformen finns också underarten S. d. pilososuturalis.